# Alejandro Magariños Cervantes
Alejandro Magariños Cervantes (Montevideo, 3 d'octubre de 1825 - Rocha, 1893) fou un polític, escriptor, professor i advocat uruguaià.
Relacionat amb el Partit Colorado, Magariños Cervantes va ser un polític destacat, que va arribar a ocupar càrrecs ministerials, així com de docència i de la seva professió, l'advocacia. També va ser Rector de la Universitat de la República i un dels escriptors uruguaians en castellà més destacats del segle xix.

## Vida política
Culmina els seus estudis a Espanya, i es gradua com a doctor en jurisprudència.
Després d'un llarg viatge per França, Magariños torna a l'Uruguai el 1855. Aquest any revalida el seu títol d'advocat i és nomenat Cònsol General a Buenos Aires. Un any més tard el president Bernardo Prudencio Berro el designa Fiscal i retorna novament a Montevideo. No obstant això, amb el triomf de Venancio Flores en els comicis de 1865, Magariños decideix emigrar novament a Buenos Aires.
Quan el president Lorenzo Batlle y Grau assumeix el poder, Magariños retorna a la pàtria i és nomenat Ministre d'Hisenda i comença a exercir la docència a la Facultat de Dret, quan finalment, el 1878, i sota el govern del General Lorenzo Latorre, és nomenat Rector de la Universitat de la República. Durant el seu rectorat es restableixen els preparatoris universitaris, es consagra la llibertat d'estudis i s'atorga les primeres franquícies a l'Institut Politècnic de Salto. Finalment, Magariños formaria part del cos del Senat de la República fins a la seva posterior defunció el 1893.

## Obra
Va estudiar a Espanya, on es va graduar com a doctor en Jurisprudència. El 1855 va publicar a la Revista de Ambos Mundos,que ell dirigia a Madrid, un article escrit a París titulat La Revolución Hispanoamericana (Apuntes para una mejor inteligencia de la historia del señor don Mariano Torrente. L'objectiu era netejar el nom de Mariano Moreno de tot allò que li atribuïa el "projecte o informe secret" que havia esmentat Torrente al seu llibre La Revolución Hispanoamericana de 1829, a Madrid. Sent un reconegut escriptor uruguaià va resultar estrany que aquest article sobre Torrente i el Pla d'operacions de Moreno no fos conegut a Buenos Aires.
Va acompanyar la seva poesia de variades notes on introdueix explicacions al cos dels seus textos narratius i assagístics. Presenta a més un petit vocabulari temàtic que reuneix una sèrie de veus vinculades a l'àmbit del vocabulari gautxesc. La seva tasca lexicogràfica esta unida a la seva producció literària de tipus romàntic.